# Кушлинский, Николай Евгеньевич
Николай Евгеньевич Кушлинский (род. 31 августа 1954 года, г. Павлоград, Украина) — российский биохимик-онколог.
Академик РАН (2019) - Отделение медико-биологических наук (медицинская биохимия), член-корреспондент РАМН (1999), доктор медицинских наук, профессор (1994), заведующий лабораторией клинической биохимии НМИЦ онкологии им. Н. Н. Блохина и кафедрой клинической биохимии и лабораторной диагностики МГМСУ, созданной под его началом.
Лауреат Государственной премии РФ (1999).

## Биография
Родился в городе Павлограде Днепропетровской области.
Окончил лечебный факультет 1-го Московского медицинского института имени И. М. Сеченова (1977), после чего поступил в клиническую ординатуру, где занимался до 1979 года, затем — в аспирантуру, в которой учился в 1980—1982 годах.
С 1982 года в НМИЦ онкологии им. Н. Н. Блохина: младший, старший научный сотрудник, с 1993 года заведующий лаборатории клинической биохимии.
Заместитель главного редактора научно-практического журнала «Вопросы биологической, медицинской и фармацевтической химии», ответственный секретарь журнала «Бюллетень экспериментальной биологии и медицины», член редколлегий научных журналов «Детская онкология», «Молекулярная медицина».
Член Международного общества онкоэндокринологов, Международного общества по изучению биологии злокачественных новообразований, Международной европейско-американской ассоциации по сохранным хирургическим операциям у онкологических больных.
В 1982 году защитил кандидатскую диссертацию, а в 1992 году — докторскую «Гормонально-метаболические нарушения у больных первичными опухолями костей и возможные пути их коррекции» (степень присуждена по двум специальностям: онкология и эндокринология). В 1994 году получил звание профессора по онкологии.
Под началом Н. Е. Кушлинского защищены 57 кандидатских и 26 докторских диссертаций.
Лауреат премии Московского городского комитета ВЛКСМ (1983), премии ЦК ВЛКСМ (1987), премии Президиума РАМН в области фундаментальных медицинских исследований (1998), Государственной премии РФ (1999).
Автор более 500 научных работ, публиковавшихся и за рубежом, 10 монографий.